# عرض الصلوة (ذي السفال)

تعديل مصدري - تعديل

عرض الصلوة محلة تابعة لقرية الاعدون، التابعة لعزلة ذي الحود ومعاين بمديرية ذي السفال إحدى مديريات محافظة إب في الجمهورية اليمنية، بلغ تعداد سكانها 37 حسب تعداد اليمن لعام 2004.